# Baldassarre Buffa
Baldassarre Buffa (Vercelli, 27 novembre 1916 – Vercelli, 29 giugno 1978) è stato uno psichiatra e politico italiano.

## Biografia
Medico psichiatra, fu libero docente all'Università di Torino e membro della Società di neurologia e psichiatria; iniziò la sua carriera a Vercelli poco dopo la laurea presso l'ospedale neuropsichiatrico della città, dove divenne presto vice-direttore.
Militò politicamente nelle file della Democrazia Cristiana, partito per il quale venne eletto al consiglio comunale nel 1961. Ricoprì la carica di assessore all'igiene e ai cimiteri nella giunta presieduta da Giorgio Berzero; alle dimissioni di quest'ultimo, fu eletto sindaco di Vercelli l'11 febbraio 1963 con i voti di democristiani, socialisti e socialdemocratici.
Il 1º marzo 1965 venne nominato direttore dell'ospedale neuropsichiatrico. Nel corso degli anni settanta la sua gestione dell'ospedale venne duramente criticata, a causa del carattere personalistico e autoritario della conduzione, delle terapie giudicate troppo antiquate e del trattamento dei pazienti, e venne aperta un'inchiesta.
Malato di fegato, venne ricoverato all'ospedale Sant'Andrea di Vercelli, dove morì il 29 giugno 1978, all'età di 61 anni.